# Vöhrenbach
Vöhrenbach è un comune tedesco di 4 097 abitanti, situato nel land del Baden-Württemberg.